# Autostrada M34 (Węgry)
Autostrada M34 (węg. M34 autóút) – planowana autostrada na Węgrzech w ciągu europejskiej trasy E573.
Autostrada połączy autostradę M3 z granicą Ukrainy.